# Acropora sordiensis
Acropora sordiensis is een rifkoralensoort uit de familie van de Acroporidae. De wetenschappelijke naam van de soort is voor het eerst geldig gepubliceerd in 1995 door Riegl.